# Comté de Lawrence (Indiana)
Pour les articles homonymes, voir Comté de Lawrence.
Le comté de Lawrence (anglais : Lawrence County) est un comté de l'État de l'Indiana, aux États-Unis. Il comptait 45 922 habitants en 2000. Son siège est Bedford.